# Auvillar
Auvillar [ovilaʁ] est une commune française du département de Tarn-et-Garonne en région Occitanie. Sur le plan historique et culturel, la commune est dans la Lomagne, une ancienne circonscription de la province de Gascogne ayant titre de vicomté, surnommée « Toscane française ».
Exposée à un climat océanique altéré, elle est drainée par la Garonne, l'Arrats, l'Ayroux, le ruisseau de Cameson et par divers autres petits cours d'eau. La commune possède un patrimoine naturel remarquable : un site Natura 2000 (« Garonne, Ariège, Hers, Salat, Pique et Neste ») et trois zones naturelles d'intérêt écologique, faunistique et floristique.
Auvillar est une commune rurale qui compte 909 habitants en 2022, après avoir connu un pic de population de 2 508 habitants en 1821. Elle fait partie de l'aire d'attraction de Valence. Ses habitants sont appelés les Auvillarais ou  Auvillaraises.
Auvillar est depuis 1994 l'un des « plus beaux villages de France » avec son quartier du port et des monuments remarquables comme la halle circulaire, la tour de l'Horloge et l'église Saint-Pierre. Auvillar est une étape pour les touristes et les pèlerins du chemin de Compostelle.

## Géographie

### Localisation

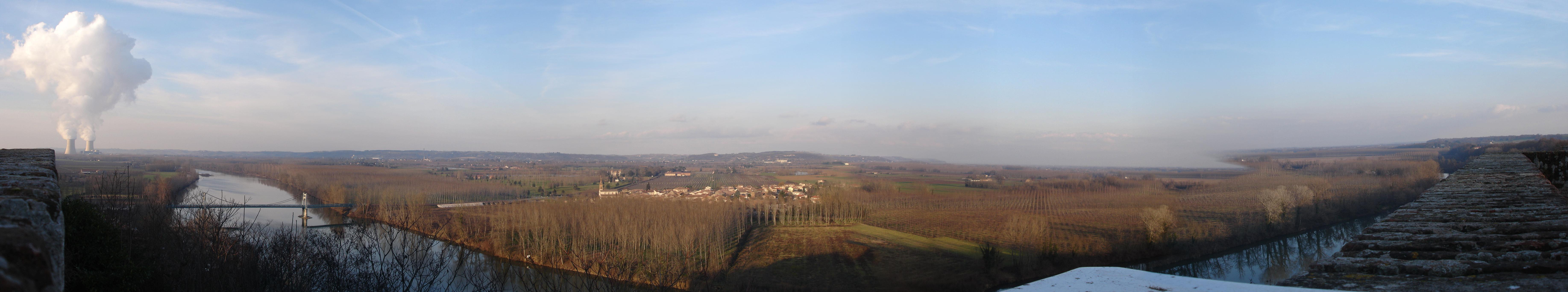
Panorama sur la vallée de la Garonne avec en arrière-plan la centrale nucléaire de Golfech.

La commune d'Auvillar est située sur la Garonne, entre les villes d'Agen et de Montauban, sur un éperon rocheux dominant le fleuve. Elle est limitrophe du département du Gers.
La vue s'étend des portes de la Nouvelle-Aquitaine aux côtes du Quercy. Au bout de la longue plaine, un pont suspendu franchit la Garonne entre Espalais et le port d'Auvillar.

### Communes limitrophes
Les communes limitrophes sont Saint-Antoine, Bardigues, Espalais, Saint-Cirice, Saint-Loup et Saint-Michel.
| Saint-Loup           |           | Espalais     |
| Saint-Cirice         | Auvillar  | Saint-Michel |
| Saint-Antoine (Gers) | Bardigues |              |

### Géologie et relief
La commune est classée en zone de sismicité 1, correspondant à une sismicité très faible.

### Hydrographie

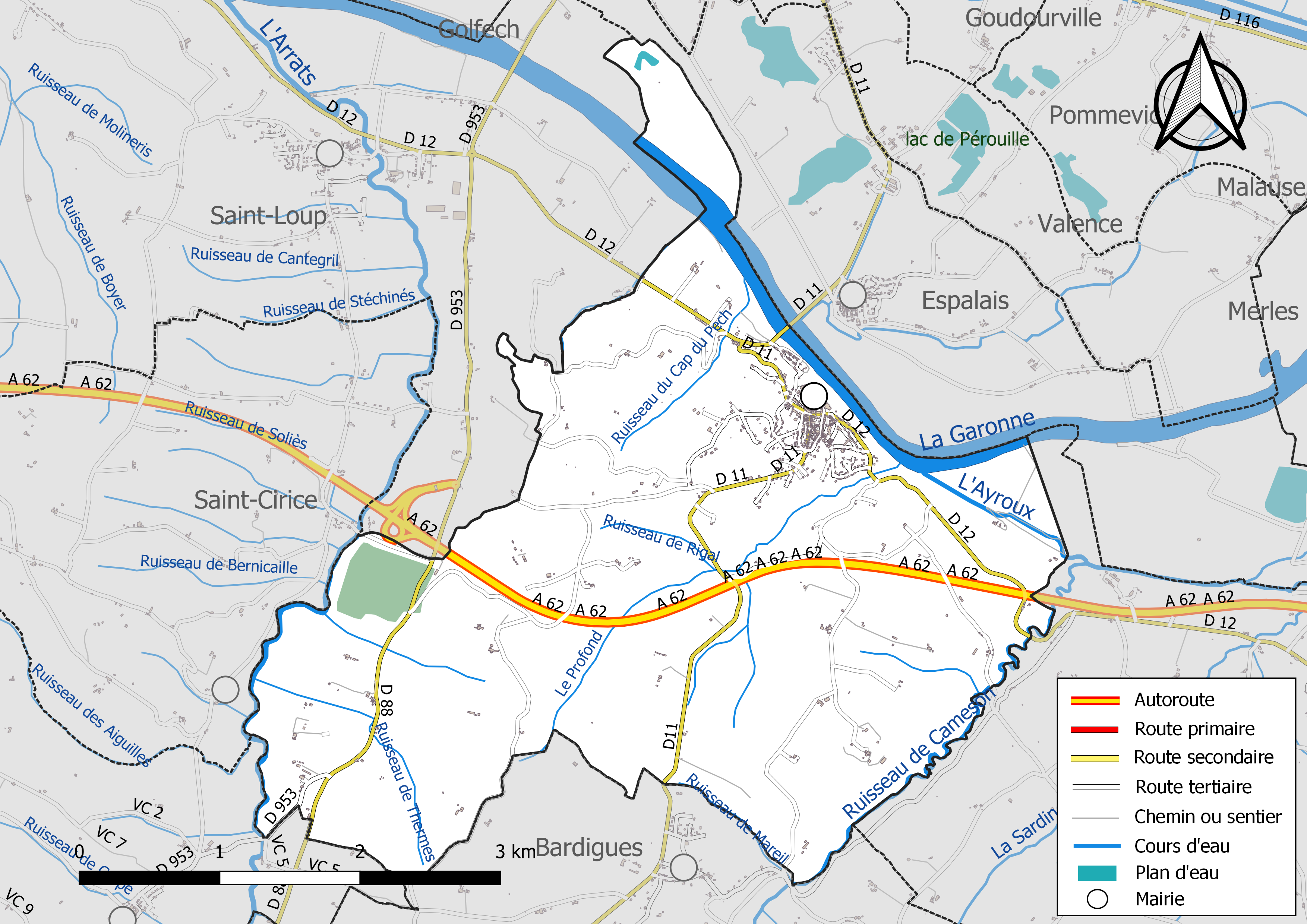
Réseaux hydrographique et routier d'Auvillar.

Elle est drainée par la Garonne, l'Arrats, l'Ayroux, le ruisseau de Cameson, le Profond, le ruisseau de Coste Pelades, le ruisseau de Mareil, le ruisseau de Rigal, le ruisseau de Thermes, le ruisseau du Cap du Pech et par divers petits cours d'eau, constituant un réseau hydrographique de 21 km de longueur totale,.
La Garonne est un fleuve principalement français prenant sa source en Espagne et qui coule sur 529 km avant de se jeter dans l’océan Atlantique.
L'Arrats, d'une longueur totale de 162 km, prend sa source dans la commune de Lannemezan et s'écoule du sud vers le nord. Il traverse la commune et se jette dans la Garonne à Saint-Loup, après avoir traversé 66 communes.
L'Ayroux, d'une longueur totale de 26,1 km, prend sa source dans la commune de Montgaillard et s'écoule du sud vers le nord. Il traverse la commune et se jette dans la Garonne à Espalais, après avoir traversé 10 communes.
Le ruisseau de Cameson, d'une longueur totale de 23,1 km, prend sa source dans la commune de Castéron et s'écoule du sud vers le nord. Il traverse la commune et se jette dans l'Ayroux à Saint-Michel, après avoir traversé 13 communes.

### Climat
Pour des articles plus généraux, voir Climat de l'Occitanie et Climat de Tarn-et-Garonne.
En 2010, le climat de la commune est de type climat océanique dégradé des plaines du Centre et du Nord, selon une étude du Centre national de la recherche scientifique s'appuyant sur une série de données couvrant la période 1971-2000. En 2020, Météo-France publie une typologie des climats de la France métropolitaine dans laquelle la commune est exposée à un climat océanique altéré et est dans la région climatique Aquitaine, Gascogne, caractérisée par une pluviométrie abondante au printemps, modérée en automne, un faible ensoleillement au printemps, un été chaud (19,5 °C), des vents faibles, des brouillards fréquents en automne et en hiver et des orages fréquents en été (15 à 20 jours).
Pour la période 1971-2000, la température annuelle moyenne est de 12,4 °C, avec une amplitude thermique annuelle de 15,9 °C. Le cumul annuel moyen de précipitations est de 768 mm, avec 10 jours de précipitations en janvier et 6,4 jours en juillet. Pour la période 1991-2020, la température moyenne annuelle observée sur la station météorologique de Météo-France la plus proche, « Valence », sur la commune de Valence à 5 km à vol d'oiseau, est de 14,3 °C et le cumul annuel moyen de précipitations est de 747,3 mm. 
La température maximale relevée sur cette station est de 43 °C, atteinte le 12 août 2003 ; la température minimale est de −13,7 °C, atteinte le 9 février 2012,,.
Les paramètres climatiques de la commune ont été estimés pour le milieu du siècle (2041-2070) selon différents scénarios d'émission de gaz à effet de serre à partir des nouvelles projections climatiques de référence DRIAS-2020. Ils sont consultables sur un site dédié publié par Météo-France en novembre 2022.

### Milieux naturels et biodiversité

#### Réseau Natura 2000

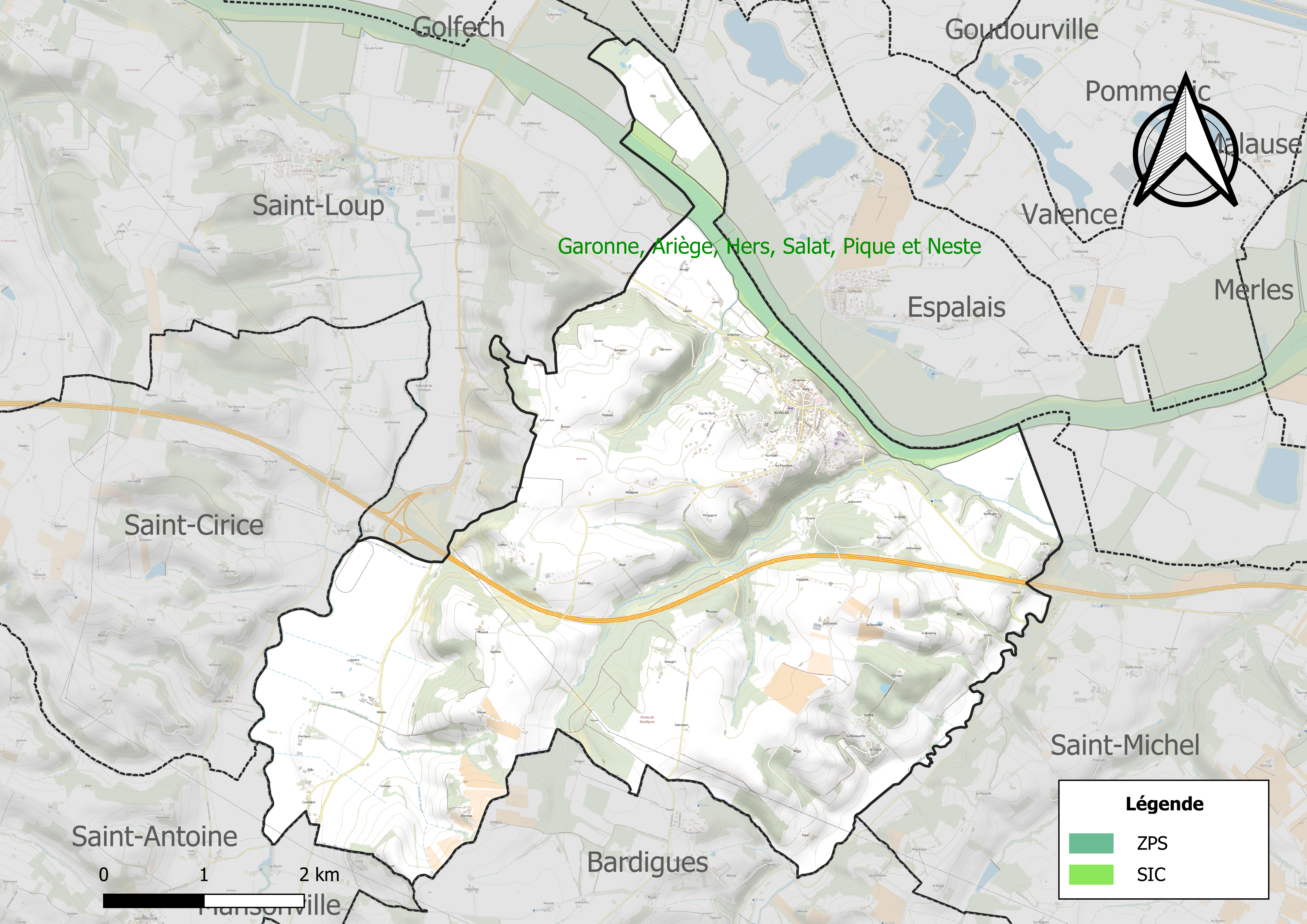
Site Natura 2000 sur le territoire communal.

Le réseau Natura 2000 est un réseau écologique européen de sites naturels d'intérêt écologique élaboré à partir des directives habitats et oiseaux, constitué de zones spéciales de conservation (ZSC) et de zones de protection spéciale (ZPS).
Un site Natura 2000 a été défini sur la commune au titre de la directive habitats : « Garonne, Ariège, Hers, Salat, Pique et Neste », d'une superficie de 9 581 ha, un réseau hydrographique pour les poissons migrateurs, avec des zones de frayères actives et potentielles importantes pour le Saumon en particulier qui fait l'objet d'alevinages réguliers et dont des adultes atteignent déjà Foix sur l'Ariège.

#### Zones naturelles d'intérêt écologique, faunistique et floristique
L’inventaire des zones naturelles d'intérêt écologique, faunistique et floristique (ZNIEFF) a pour objectif de réaliser une couverture des zones les plus intéressantes sur le plan écologique, essentiellement dans la perspective d’améliorer la connaissance du patrimoine naturel national et de fournir aux différents décideurs un outil d’aide à la prise en compte de l’environnement dans l’aménagement du territoire.
Une ZNIEFF de type 1 est recensée sur la commune :
« la Garonne de Montréjeau jusqu'à Lamagistère » (5 075 ha), couvrant 92 communes dont 63 dans la Haute-Garonne, trois en Lot-et-Garonne et 26 en Tarn-et-Garonne et deux ZNIEFF de type 2, : 
- le « cours de l'Arrats » (815 ha), couvrant 30 communes dont 22 dans le Gers et huit en Tarn-et-Garonne[20] ;
- « la Garonne et milieux riverains, en aval de Montréjeau » (6 874 ha), couvrant 93 communes dont 64 dans la Haute-Garonne, trois en Lot-et-Garonne et 26 en Tarn-et-Garonne[21].

Carte des ZNIEFF de type 1 et 2 à Auvillar.
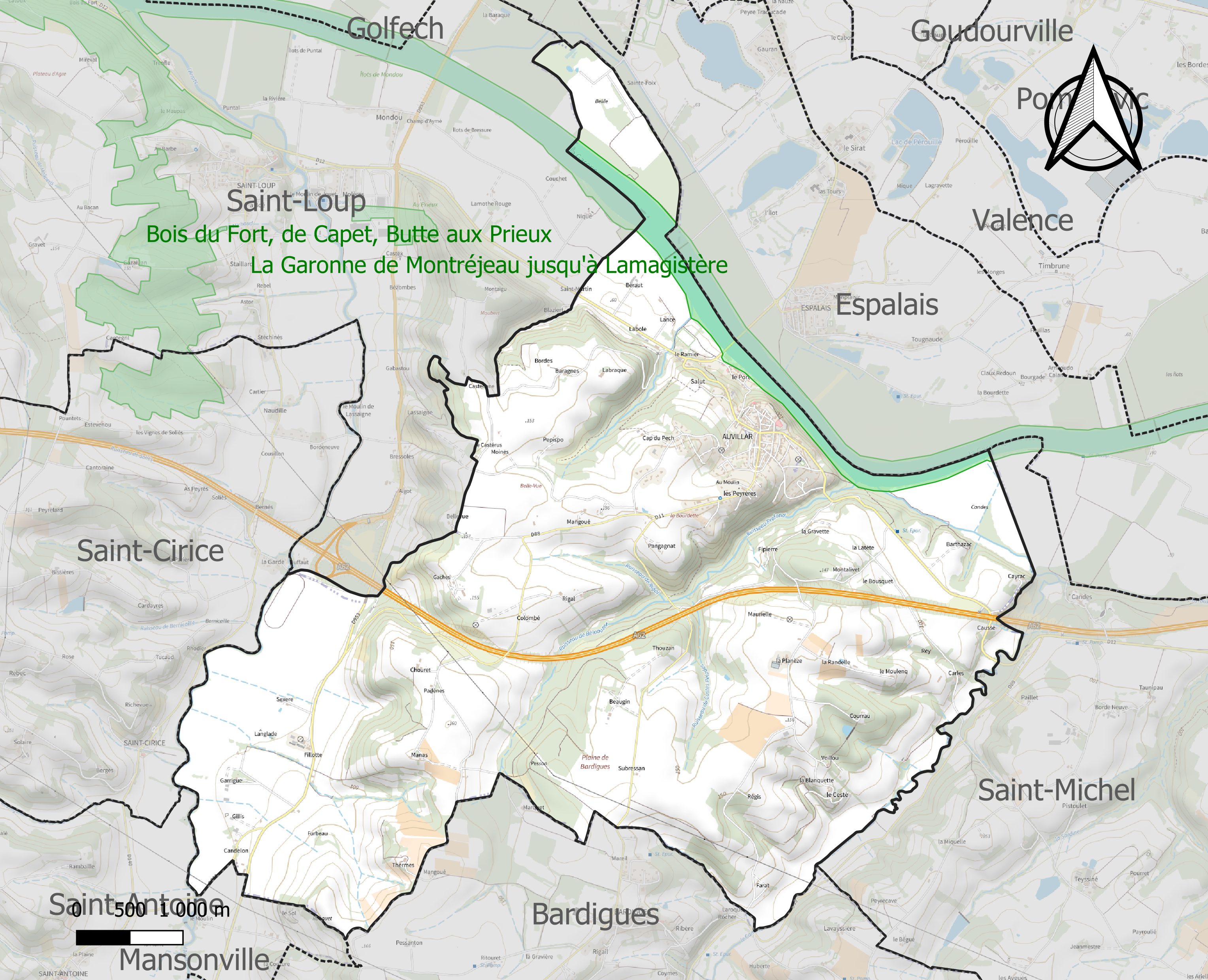
Carte de la ZNIEFF de type 1 sur la commune.
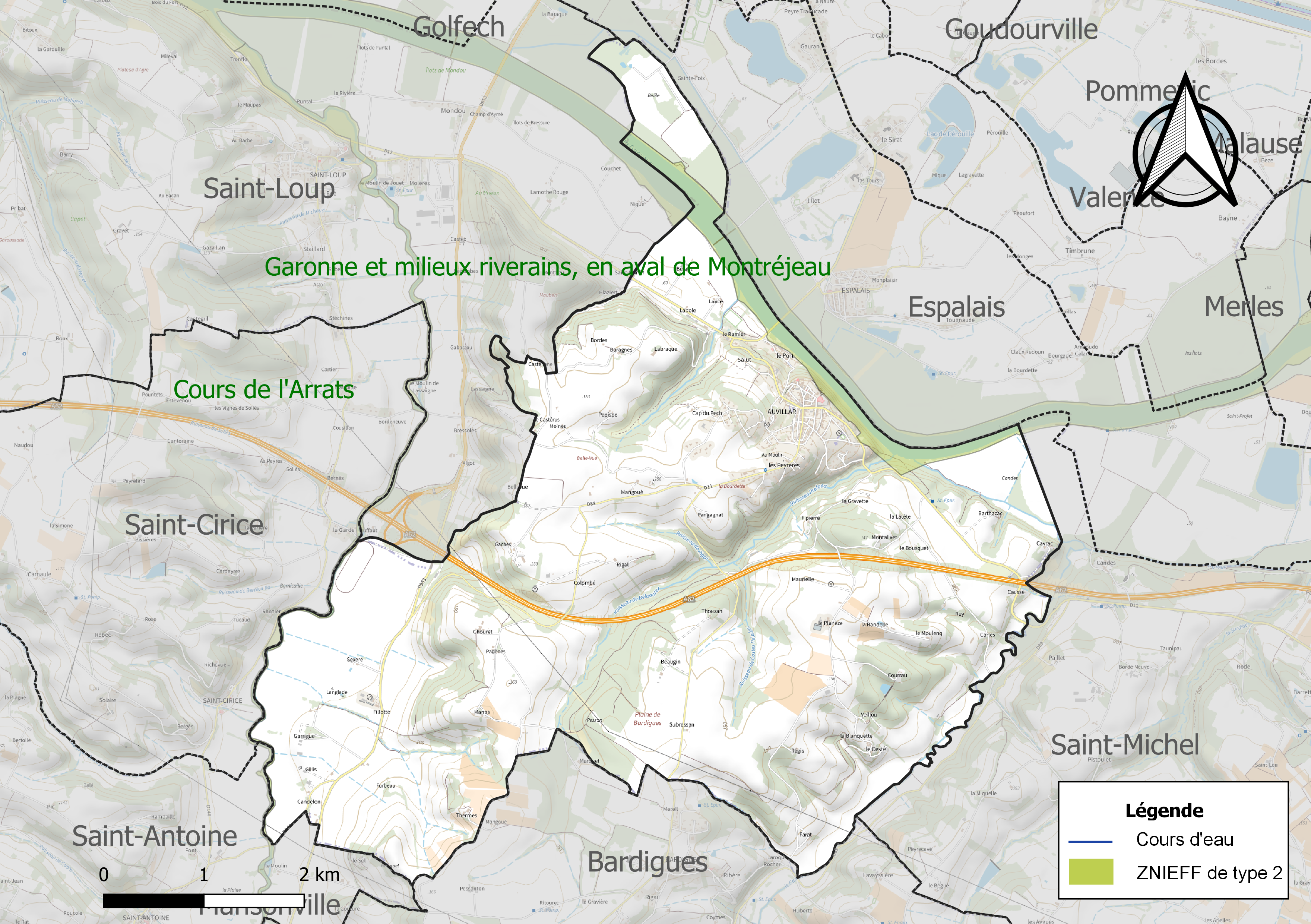
Carte des ZNIEFF de type 2 sur la commune.

## Urbanisme

### Typologie
Au 1er janvier 2024, Auvillar est catégorisée bourg rural, selon la nouvelle grille communale de densité à sept niveaux définie par l'Insee en 2022.
Elle est située hors unité urbaine. Par ailleurs la commune fait partie de l'aire d'attraction de Valence, dont elle est une commune de la couronne,. Cette aire, qui regroupe 16 communes, est catégorisée dans les aires de moins de 50 000 habitants,.

### Occupation des sols

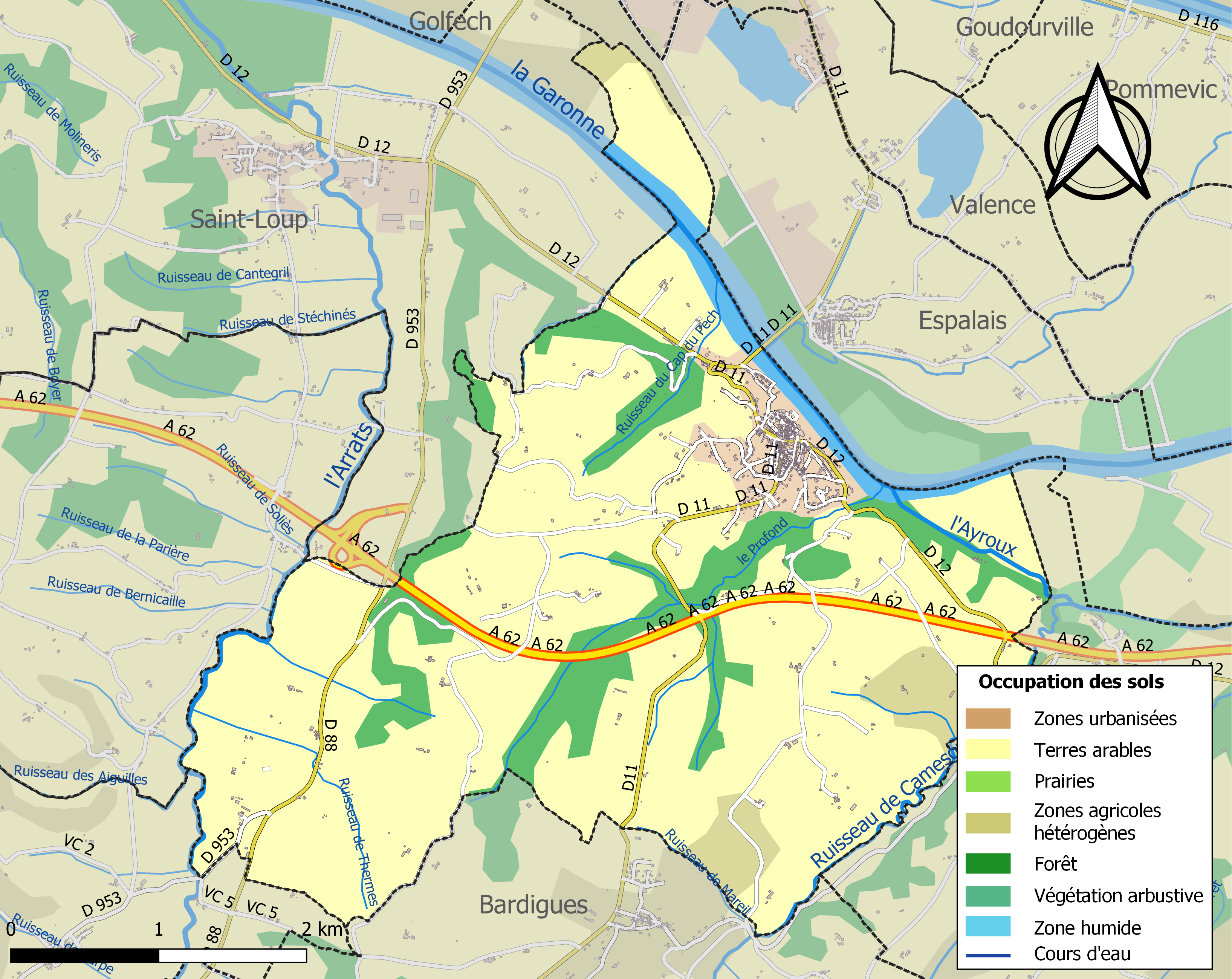
Carte des infrastructures et de l'occupation des sols de la commune en 2018 (CLC).

L'occupation des sols de la commune, telle qu'elle ressort de la base de données européenne d’occupation biophysique des sols Corine Land Cover (CLC), est marquée par l'importance des territoires agricoles (79,9 % en 2018), une proportion sensiblement équivalente à celle de 1990 (79,2 %). La répartition détaillée en 2018 est la suivante : 
terres arables (75,4 %), forêts (13,2 %), zones agricoles hétérogènes (4,6 %), zones urbanisées (4,2 %), eaux continentales (2,7 %). L'évolution de l’occupation des sols de la commune et de ses infrastructures peut être observée sur les différentes représentations cartographiques du territoire : la carte de Cassini (XVIIIe siècle), la carte d'état-major (1820-1866) et les cartes ou photos aériennes de l'IGN pour la période actuelle (1950 à aujourd'hui).

### Risques majeurs
Le territoire de la commune d'Auvillar est vulnérable à différents aléas naturels : météorologiques (tempête, orage, neige, grand froid, canicule ou sécheresse), inondations, mouvements de terrains et séisme (sismicité très faible). Il est également exposé à deux risques technologiques, le transport de matières dangereuses et le risque nucléaire. Un site publié par le BRGM permet d'évaluer simplement et rapidement les risques d'un bien localisé soit par son adresse soit par le numéro de sa parcelle.

#### Risques naturels
Certaines parties du territoire communal sont susceptibles d’être affectées par le risque d’inondation par débordement de cours d'eau, notamment la Garonne, l'Arrats, l'Ayroux et le ruisseau de Cameson. La cartographie des zones inondables en ex-Midi-Pyrénées réalisée dans le cadre du XIe Contrat de plan État-région, visant à informer les citoyens et les décideurs sur le risque d’inondation, est accessible sur le site de la DREAL Occitanie. La commune a été reconnue en état de catastrophe naturelle au titre des dommages causés par les inondations et coulées de boue survenues en 1982, 1993, 1999 et 2005,.
Auvillar est exposée au risque de feu de forêt. Le département de Tarn-et-Garonne présentant toutefois globalement un niveau d’aléa moyen à faible très localisé, aucun Plan départemental de protection des forêts contre les risques d’incendie de forêt (PFCIF) n'a été élaboré. Le débroussaillement aux abords des maisons constitue l’une des meilleures protections pour les particuliers contre le feu,.

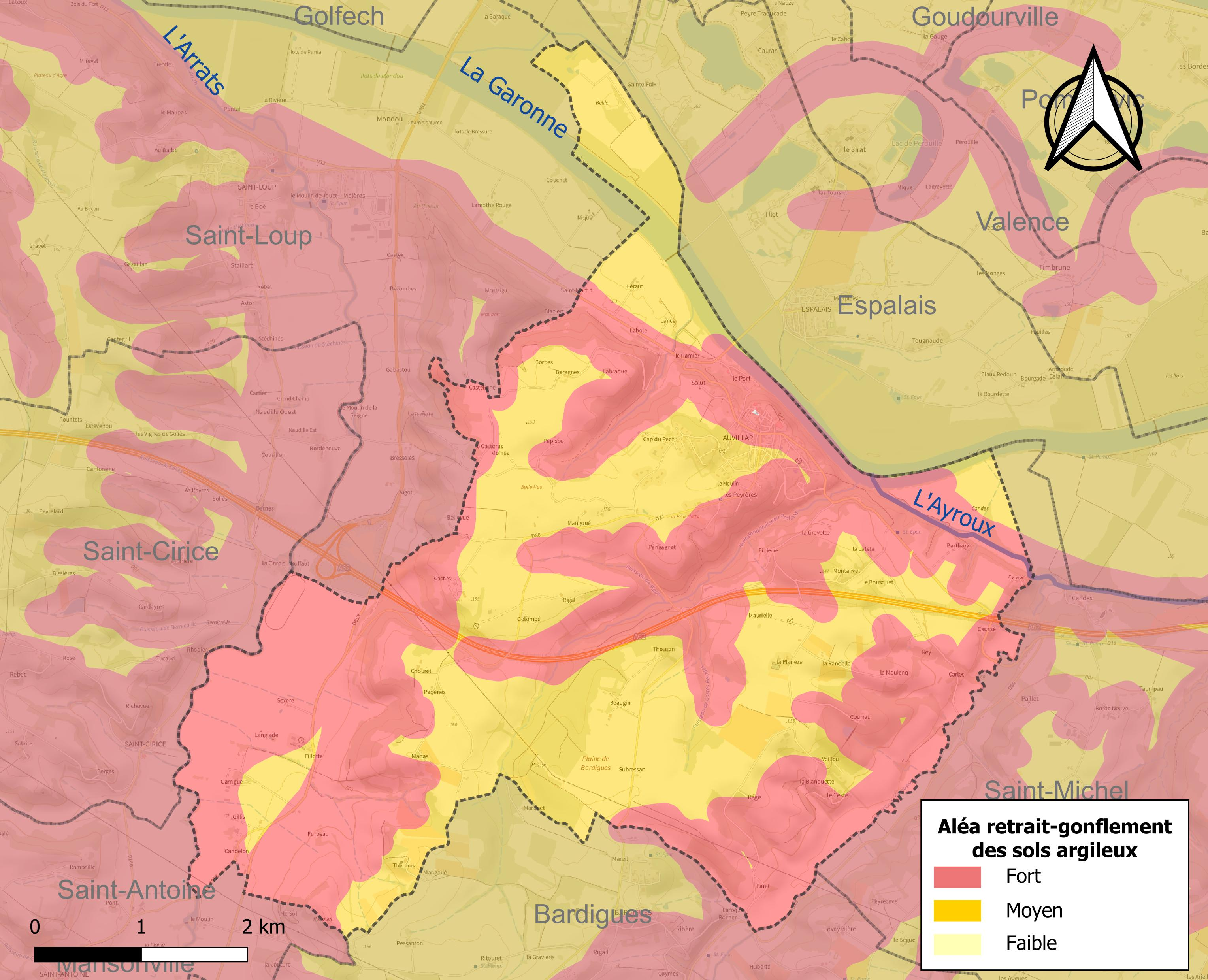
Carte des zones d'aléa retrait-gonflement des sols argileux d'Auvillar.

Les mouvements de terrains susceptibles de se produire sur la commune sont des glissements de terrain et des tassements différentiels.
Le retrait-gonflement des sols argileux est susceptible d'engendrer des dommages importants aux bâtiments en cas d’alternance de périodes de sécheresse et de pluie. La totalité de la commune est en aléa moyen ou fort (92 % au niveau départemental et 48,5 % au niveau national). Sur les 507 bâtiments dénombrés sur la commune en 2019, 505 sont en aléa moyen ou fort, soit 100 %, à comparer aux 96 % au niveau départemental et 54 % au niveau national. Une cartographie de l'exposition du territoire national au retrait gonflement des sols argileux est disponible sur le site du BRGM,.
Par ailleurs, afin de mieux appréhender le risque d’affaissement de terrain, l'inventaire national des cavités souterraines permet de localiser celles situées sur la commune.
Concernant les mouvements de terrains, la commune a été reconnue en état de catastrophe naturelle au titre des dommages causés par la sécheresse en 1989, 1991, 1992, 2002, 2003, 2005, 2006, 2009, 2011 et 2017, par des mouvements de terrain en 1999 et par des glissements de terrain en 1994.

#### Risques technologiques
Le risque de transport de matières dangereuses sur la commune est lié à sa traversée par des infrastructures routières ou ferroviaires importantes ou la présence d'une canalisation de transport d'hydrocarbures. Un accident se produisant sur de telles infrastructures est susceptible d’avoir des effets graves sur les biens, les personnes ou l'environnement, selon la nature du matériau transporté. Des dispositions d’urbanisme peuvent être préconisées en conséquence.
En cas d’accident grave, certaines installations nucléaires sont susceptibles de rejeter dans l’atmosphère de l’iode radioactif. La commune étant située dans le périmètre de sûreté de 5 km autour de la centrale nucléaire de Golfech, elle est exposée au risque nucléaire. En cas d'accident nucléaire, une alerte est donnée par différents médias (sirène, sms, radio, véhicules). Dès l'alerte, les personnes habitant dans le périmètre de 2 km se mettent à l'abri. Les personnes habitant dans le périmètre de 20 km peuvent être amenées, sur ordre du préfet, à évacuer et ingérer des comprimés d'iode,,.

## Toponymie
Le nom de la localité est attesté sous la forme latinisée Altivillaris en 1204.
Il s'agit d'une formation toponymique médiévale basée sur l'ancien occitan villar « ferme » précédé de l'adjectif aut « haut » (occitan naut).
Remarque : villar est issu du latin vīllāre, forme substantivée et neutre de l'adjectif  vīllāris appartenant, relatif à la villa (rustica) « domaine rural ». Dans le domaine d'oïl, les formes rancontrées sont plutôt villier(s), viller(s), d'où les nombreux Auvilliers

## Histoire
D'abord connue comme cité gallo-romaine (Alta Villa), Auvillar était un oppidum fixé sur un éperon rocheux. Elle fut victime de nombreuses invasions, particulièrement celle des Normands, jusqu'au XIe siècle. La première citation de son nom, en parlant d'un certain Aimeric d'Auvillar, en latin Aimerici de Alt Vilar, témoin en 1104 d'un acte de restitution d'un honneur par Vivien (ou Vezian) de Lomagne à l'abbaye de Moissac.
Au XIIe siècle, la ville devient chef-lieu d'une vicomté unie à la vicomté de Lomagne, puis propriété des comtes d'Armagnac aux XIVe et XVe siècles avant de devenir, au XVIe siècle, fief des rois de Navarre. Auvillar est rattachée à la couronne de France à l'avènement d'Henri IV en 1589. Sa situation de place forte soumet la cité à tous les conflits qui ravagent la région, depuis la croisade contre les Albigeois, la guerre de Cent Ans, les guerres de religion puis la Ligue.
Du XVIIe au XIXe siècle, Auvillar doit sa prospérité à deux industries, la faïence, dont une usine était située au lieu-dit Lance, et la préparation des plumes d'oie utilisées en calligraphie, ainsi qu'au transport fluvial. Au début du XIXe siècle, le trafic batelier atteignait 3 000 bateaux par an.
Pendant la Seconde Guerre mondiale, au sein du secteur de cache d'Auvilard de l'organisation juive clandestine Réseau Sixième-EIF dirigé par le docteur Sigismond Hirsch (vraisemblablement couvert par la gendarmerie d’Auvillar) qui répartit les enfants juifs dans les fermes et couvent de la région, les religieuses installées par Mgr Pierre-Marie Théas dans le couvent d'Auvillar, sous l'impulsion de leur supérieure Mère Marie Placide, accueillent les réfugiés et notamment une quarantaine d'enfants juifs. Anne-Marie et Antoinette de Caunes (sœur Didier et sœur Claire) reçoivent à ce titre la médaille des « Justes parmi les nations »,.

## Politique et administration

### Liste des maires

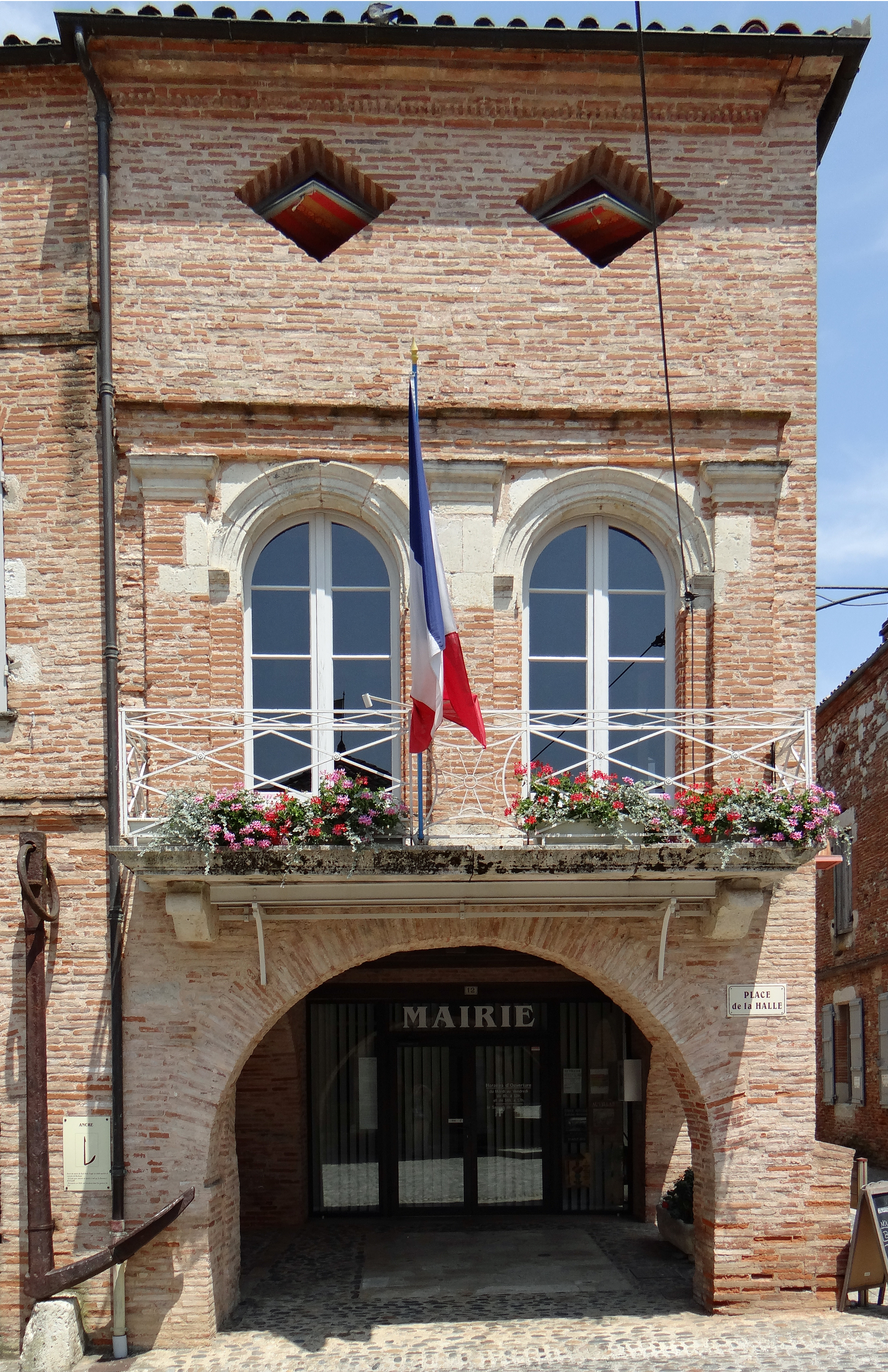
La mairie
place de la Halle.

| Période                                  | Période   | Identité       | Étiquette | Qualité |
| ---------------------------------------- | --------- | -------------- | --------- | ------- |
| Les données manquantes sont à compléter. |           |                |           |         |
| mars 1995                                | 2008      | Alain Sautedé  |           |         |
| mars 2008                                | mars 2014 | Michel Delrieu |           |         |
| mars 2014                                | En cours  | Olivier Renaud | DVG       | Cadre   |

## Population et société

### Démographie
Ses habitants sont appelés les Auvillarais.
L'évolution du nombre d'habitants est connue à travers les recensements de la population effectués dans la commune depuis 1793. Pour les communes de moins de 10 000 habitants, une enquête de recensement portant sur toute la population est réalisée tous les cinq ans, les populations de référence des années intermédiaires étant quant à elles estimées par interpolation ou extrapolation. Pour la commune, le premier recensement exhaustif entrant dans le cadre du nouveau dispositif a été réalisé en 2004.

En 2022, la commune comptait 909 habitants, en évolution de −1,09 % par rapport à 2016 (Tarn-et-Garonne : +3,12 %, France hors Mayotte : +2,11 %).
| 1793  | 1800  | 1806  | 1821  | 1831  | 1836  | 1841  | 1846  | 1851  |
| ----- | ----- | ----- | ----- | ----- | ----- | ----- | ----- | ----- |
| 2 220 | 1 900 | 2 169 | 2 508 | 2 302 | 2 275 | 2 178 | 2 189 | 1 969 |

| 1856  | 1861  | 1866  | 1872  | 1876  | 1881  | 1886  | 1891  | 1896  |
| ----- | ----- | ----- | ----- | ----- | ----- | ----- | ----- | ----- |
| 2 080 | 1 863 | 1 805 | 1 744 | 1 706 | 1 642 | 1 455 | 1 319 | 1 220 |

| 1901  | 1906  | 1911  | 1921 | 1926 | 1931 | 1936 | 1946 | 1954 |
| ----- | ----- | ----- | ---- | ---- | ---- | ---- | ---- | ---- |
| 1 142 | 1 076 | 1 015 | 825  | 870  | 841  | 832  | 824  | 884  |

| 1962 | 1968 | 1975 | 1982 | 1990 | 1999 | 2004 | 2006 | 2009 |
| ---- | ---- | ---- | ---- | ---- | ---- | ---- | ---- | ---- |
| 806  | 837  | 873  | 807  | 921  | 876  | 994  | 985  | 959  |

| 2014 | 2019 | 2022 | - | - | - | - | - | - |
| ---- | ---- | ---- | - | - | - | - | - | - |
| 935  | 914  | 909  | - | - | - | - | - | - |

### Enseignement
L'éducation est assurée sur la commune d'Auvillar de l'école maternelle à l'école élémentaire.

### Manifestations culturelles et festivités
Annuellement, se tient fin août le rendez-vous des cinéphiles : le festival Etoiles et vieilles bobines. Ce festival se tient sur cinq soirs et propose un catalogue de films classiques projeté dans les divers lieux et cadres touristiques du village. C'est ainsi qu'en 2023 le festival diffusa notamment Some like it hot. Qui plus est, une fois par an, un spectacle mouvant est présenté dans les anciennes rues de la ville, avec un thème varié. Le rôle principal est souvent tenu par Vincent Madoll, avec Claire Garrigou Grandchamp et d'autres bénévoles en costume de l'époque.

### Sports
Auvillar est une étape du Chemin de Saint Jacques de Compostelle (voir plus bas).

## Économie

### Revenus
En 2018, la commune compte 415 ménages fiscaux, regroupant 916 personnes. La médiane du revenu disponible par unité de consommation est de 20 090 € (20 140 € dans le département).

### Emploi
|                | 2008  | 2013   | 2018   |
| -------------- | ----- | ------ | ------ |
| Commune        | 9,3 % | 10,5 % | 12,1 % |
| Département    | 8,4 % | 10,2 % | 10,3 % |
| France entière | 8,3 % | 10 %   | 10 %   |

En 2018, la population âgée de 15 à 64 ans s'élève à 531 personnes, parmi lesquelles on compte 73,8 % d'actifs (61,7 % ayant un emploi et 12,1 % de chômeurs) et 26,2 % d'inactifs,. Depuis 2008, le taux de chômage communal (au sens du recensement) des 15-64 ans est supérieur à celui de la France et du département.
La commune fait partie de la couronne de l'aire d'attraction de Valence, du fait qu'au moins 15 % des actifs travaillent dans le pôle,. Elle compte 204 emplois en 2018, contre 224 en 2013 et 271 en 2008. Le nombre d'actifs ayant un emploi résidant dans la commune est de 337, soit un indicateur de concentration d'emploi de 60,4 % et un taux d'activité parmi les 15 ans ou plus de 51,9 %.
Sur ces 337 actifs de 15 ans ou plus ayant un emploi, 98 travaillent dans la commune, soit 29 % des habitants. Pour se rendre au travail, 80,7 % des habitants utilisent un véhicule personnel ou de fonction à quatre roues, 0,6 % les transports en commun, 6,9 % s'y rendent en deux-roues, à vélo ou à pied et 11,9 % n'ont pas besoin de transport (travail au domicile).

### Activités hors agriculture

#### Secteurs d'activités
82 établissements sont implantés  à Auvillar au 31 décembre 2019. Le tableau ci-dessous en détaille le nombre par secteur d'activité et compare les ratios avec ceux du département,.
| Secteur d'activité                                                                                        | Commune | Commune | Département |
| Secteur d'activité                                                                                        | Nombre  | %       | %           |
| --- | ------- | ------- | ----------- |
| Ensemble                                                                                                  | 82      | 100 %   | (100 %)     |
| Industrie manufacturière, industries extractives et autres                                                | 13      | 15,9 %  | (9,6 %)     |
| Construction                                                                                              | 9       | 11 %    | (14,9 %)    |
| Commerce de gros et de détail, transports, hébergement et restauration                                    | 24      | 29,3 %  | (29,7 %)    |
| Information et communication                                                                              | 3       | 3,7 %   | (1,9 %)     |
| Activités financières et d'assurance                                                                      | 1       | 1,2 %   | (3,4 %)     |
| Activités immobilières                                                                                    | 5       | 6,1 %   | (3,3 %)     |
| Activités spécialisées, scientifiques et techniques et activités de services administratifs et de soutien | 10      | 12,2 %  | (14,1 %)    |
| Administration publique, enseignement, santé humaine et action sociale                                    | 13      | 15,9 %  | (13,6 %)    |
| Autres activités de services                                                                              | 4       | 4,9 %   | (9,3 %)     |

Le secteur du commerce de gros et de détail, des transports, de l'hébergement et de la restauration est prépondérant sur la commune puisqu'il représente 29,3 % du nombre total d'établissements de la commune (24 sur les 82 entreprises implantées  à Auvillar), contre 29,7 % au niveau départemental.

#### Entreprises et commerces
Les trois entreprises ayant leur siège social sur le territoire communal qui génèrent le plus de chiffre d'affaires en 2020 sont : 
- SARL Pharmacie D'auvillar, commerce de détail de produits pharmaceutiques en magasin spécialisé (1 057 k€)
- Berges Fabien, commerce de gros (commerce interentreprises) de bois et de matériaux de construction (181 k€)
- Saintes Bowling, gestion d'installations sportives (56 k€)

### Agriculture
La commune est dans la Lomagne, une petite région agricole située dans le sud-ouest du département de Tarn-et-Garonne. En 2020, l'orientation technico-économique de l'agriculture  sur la commune est l'exploitation de grandes cultures (hors céréales et oléoprotéagineuses).
|               | 1988 | 2000 | 2010  | 2020  |
| ------------- | ---- | ---- | ----- | ----- |
| Exploitations | 28   | 24   | 17    | 19    |
| SAU (ha)      | 998  | 949  | 1 044 | 1 076 |

Le nombre d'exploitations agricoles en activité et ayant leur siège dans la commune est passé de 28 lors du recensement agricole de 1988  à 24 en 2000 puis à 17 en 2010 et enfin à 19 en 2020, soit une baisse de 32 % en 32 ans. Le même mouvement est observé à l'échelle du département qui a perdu pendant cette période 57 % de ses exploitations,. La surface agricole utilisée sur la commune a quant à elle augmenté, passant de 998 ha en 1988 à 1 076 ha en 2020. Parallèlement la surface agricole utilisée moyenne par exploitation a augmenté, passant de 36 à 57 ha.

## Culture locale et patrimoine

### Lieux et monuments
Grâce à avec son quartier du port et ses monuments remarquables, Auvillar est depuis 1994 l'un des « plus beaux villages de France ».

#### Centre historique
Par une ruelle, bordée de vieilles maisons du XVe au XVIIIe siècle, dont celles des Consuls et de la chapelle, désaffectée, des Carmes, on arrive sur une place à couverts où trône une halle circulaire sur colonnes, construite en 1830 sur les restes d’une ancienne halle quadrangulaire, et véritable leçon d'architecture et d'urbanisme. 

#### Monuments historiques
La tour de l'Horloge surplombe la porte Arnaud Othon, du nom d'un vicomte d'Auvillar. Elle marque aussi l'entrée de la vieille ville. La construction de l'époque de Louis XIV est en pierre et briques. Les portes et les fenêtres sont en plein cintre et chaque étage est agrémenté de moulures fouillées dans la brique. La place de la halle est constituée de nombreuses demeures des XVIIe et XVIIIe siècles

#### Édifices religieux
- L’église Saint-Pierre est un ancien prieuré bénédictin des XIIe et XIVe siècles. L'édifice a été classé au titre des monuments historiques en 1862[48]. Plusieurs objets sont référencés dans la base Palissy[48]. Elle fut restaurée aux XVIIe et XIXe siècles. Longue de 43 m, elle conserve une partie romane, aux pierres claires et sombres alternées et une voûte gothique à liernes et tiercerons. Un trésor est conservé dans la crypte de l'église.
- Sur les anciens quais, la chapelle Sainte-Catherine-du-Port date du XIVe siècle. Sainte Catherine était la patronne des mariniers. Sur sa façade, un chrisme de l’époque carolingienne est visible. L'édifice a été inscrit au titre des monuments historiques en 1980[49].
- Chapelle du couvent des Ursulines d'Auvillar.
- Chapelle Notre-Dame du Marchet d'Auvillar.
- Chapelle Notre-Dame du Salut de Salut.

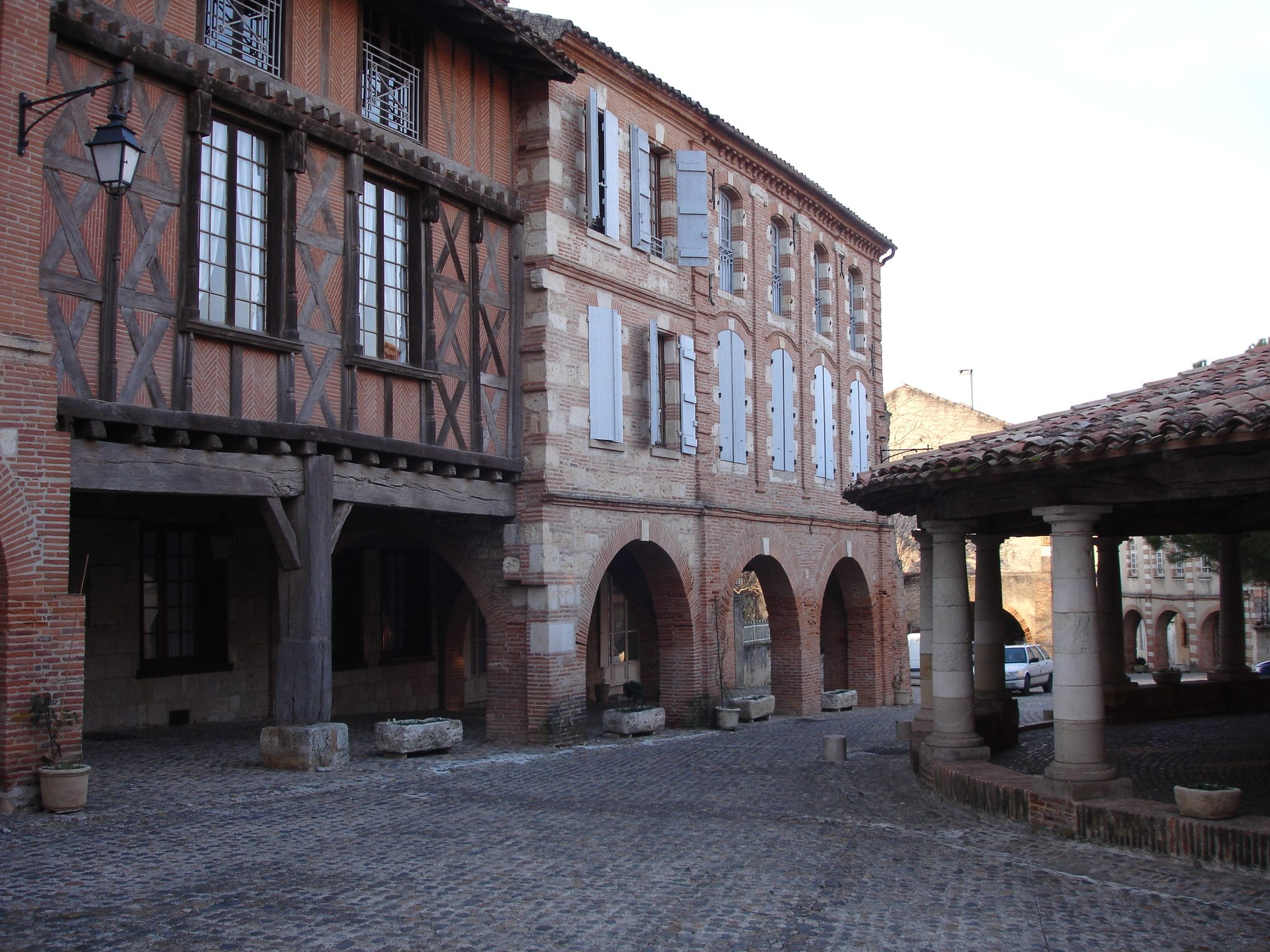
Place Principale.
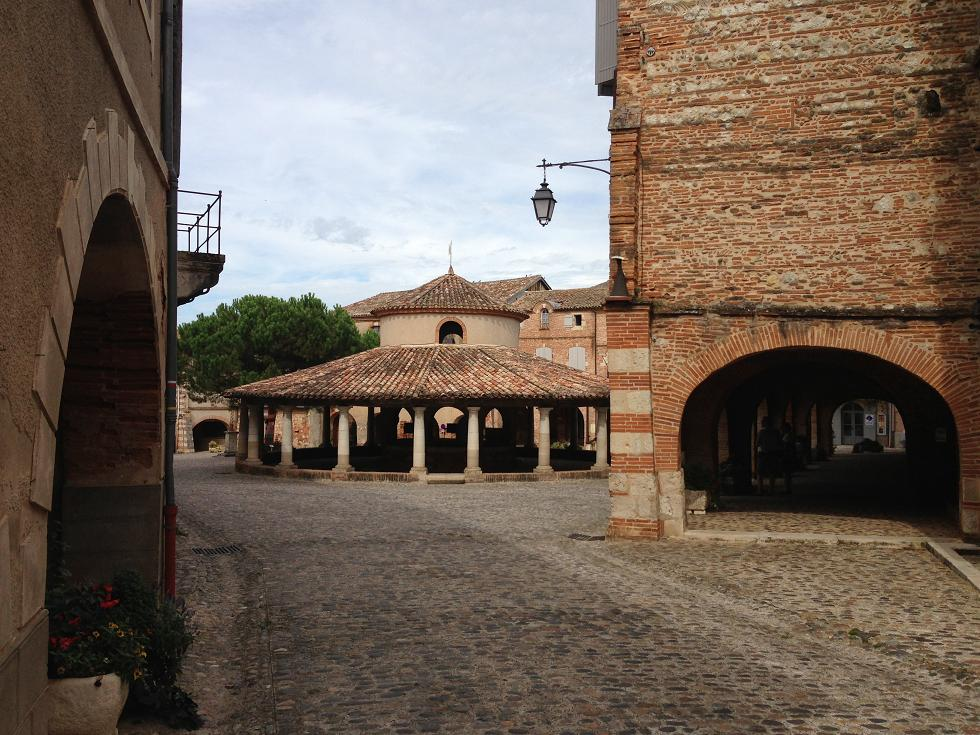
Auvillar centre.
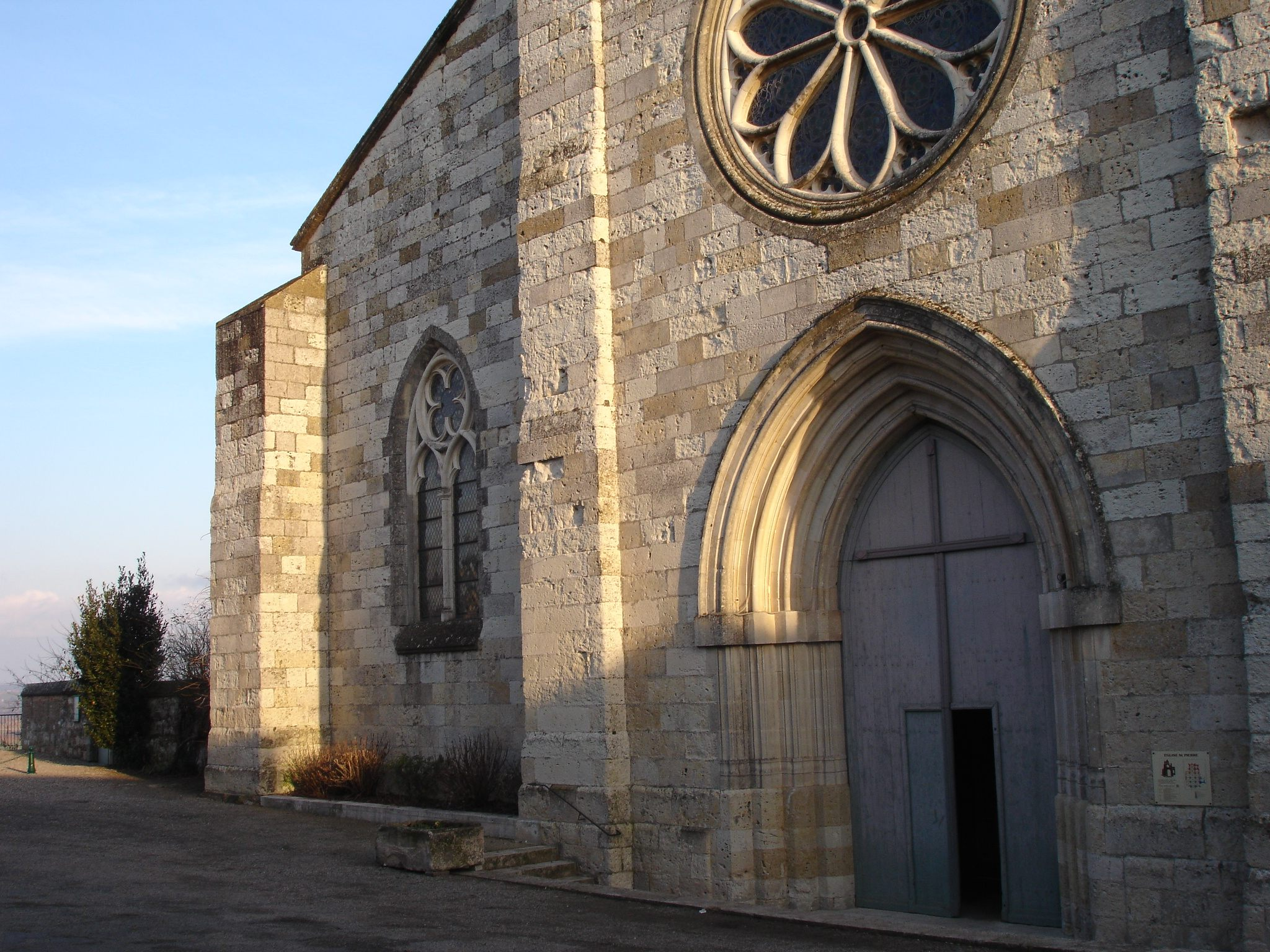
Église Saint-Pierre.
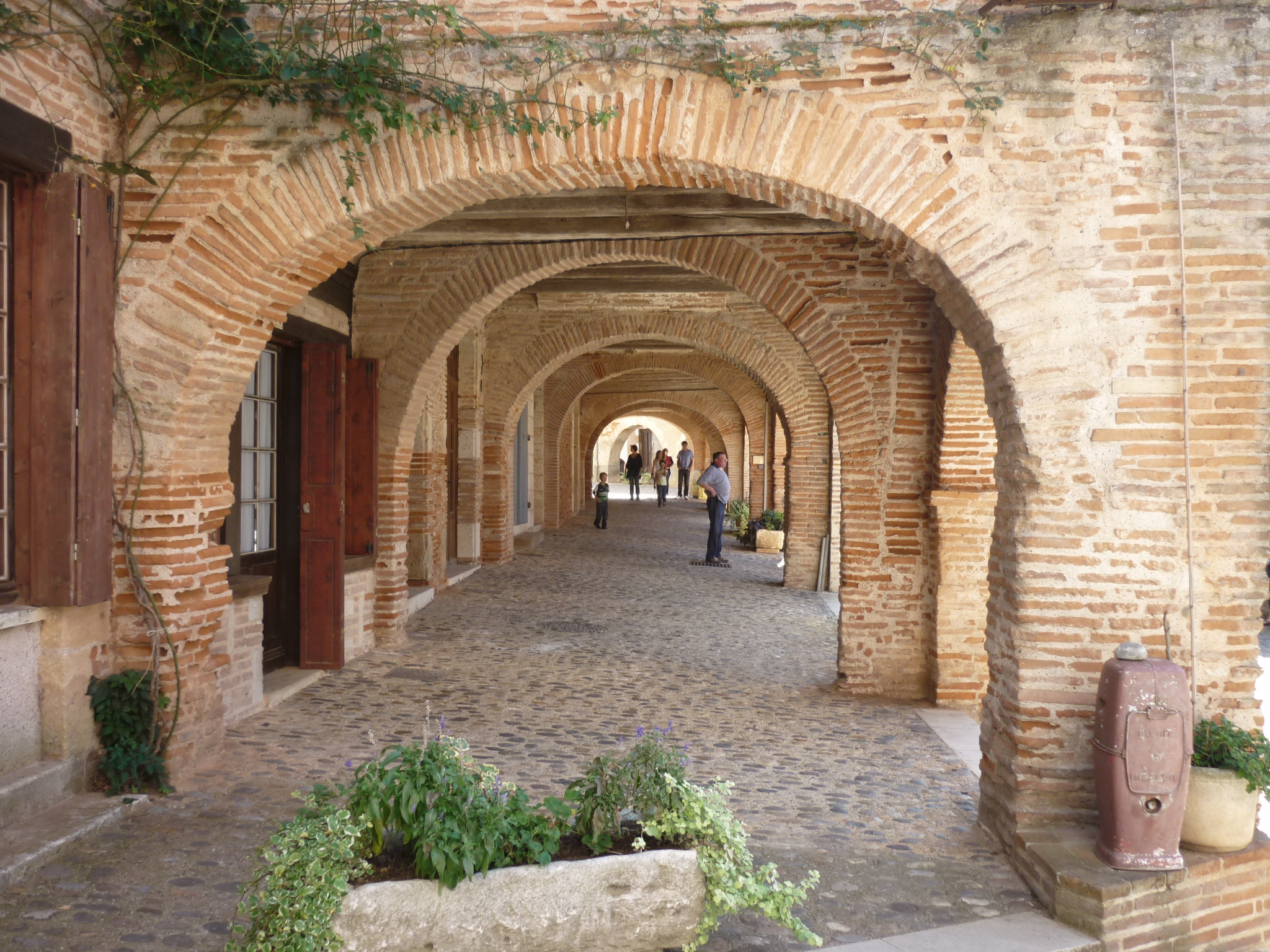
Passage vouté place de la Halle-aux-Grains.
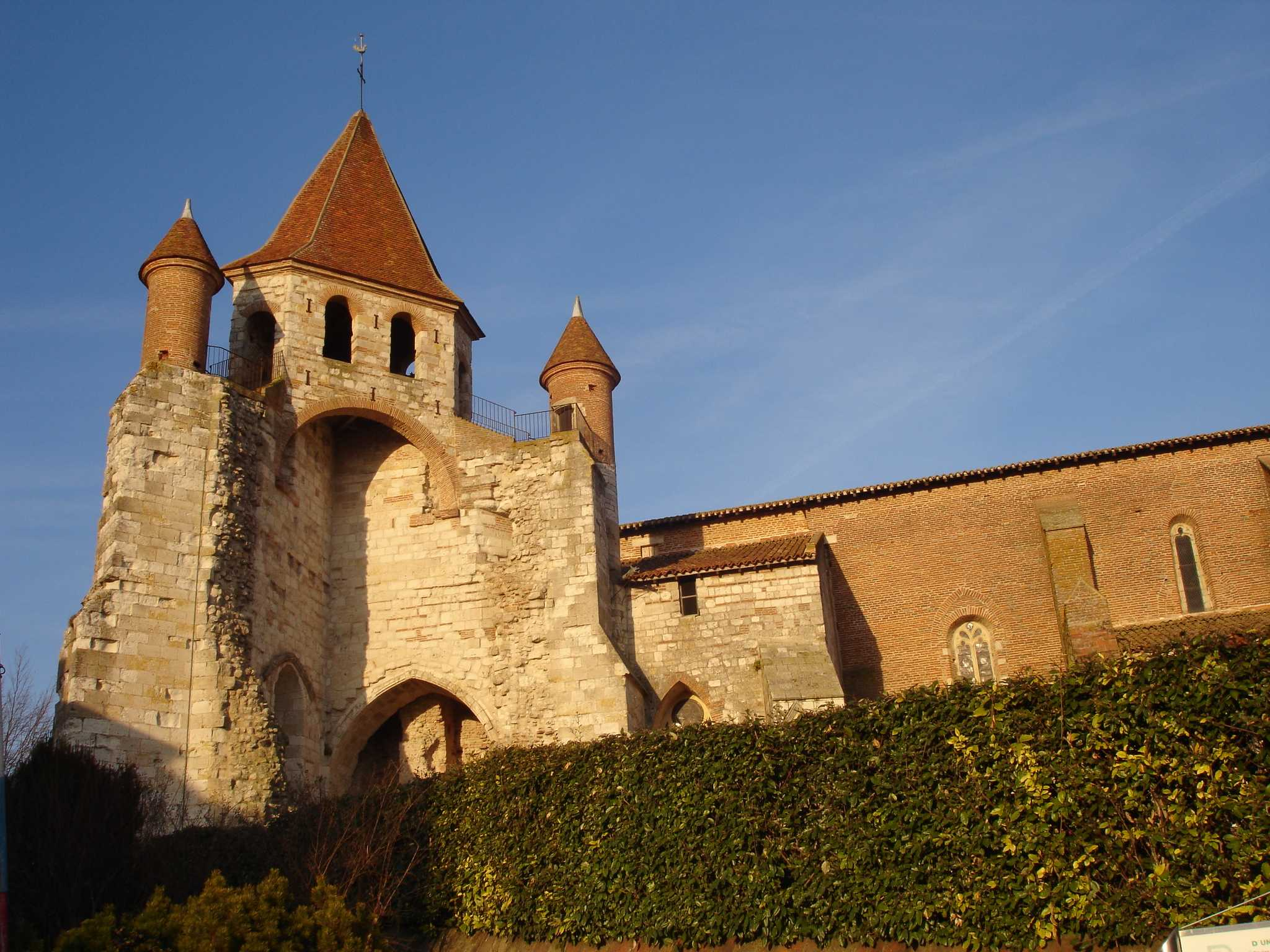
Église Saint-Pierre.
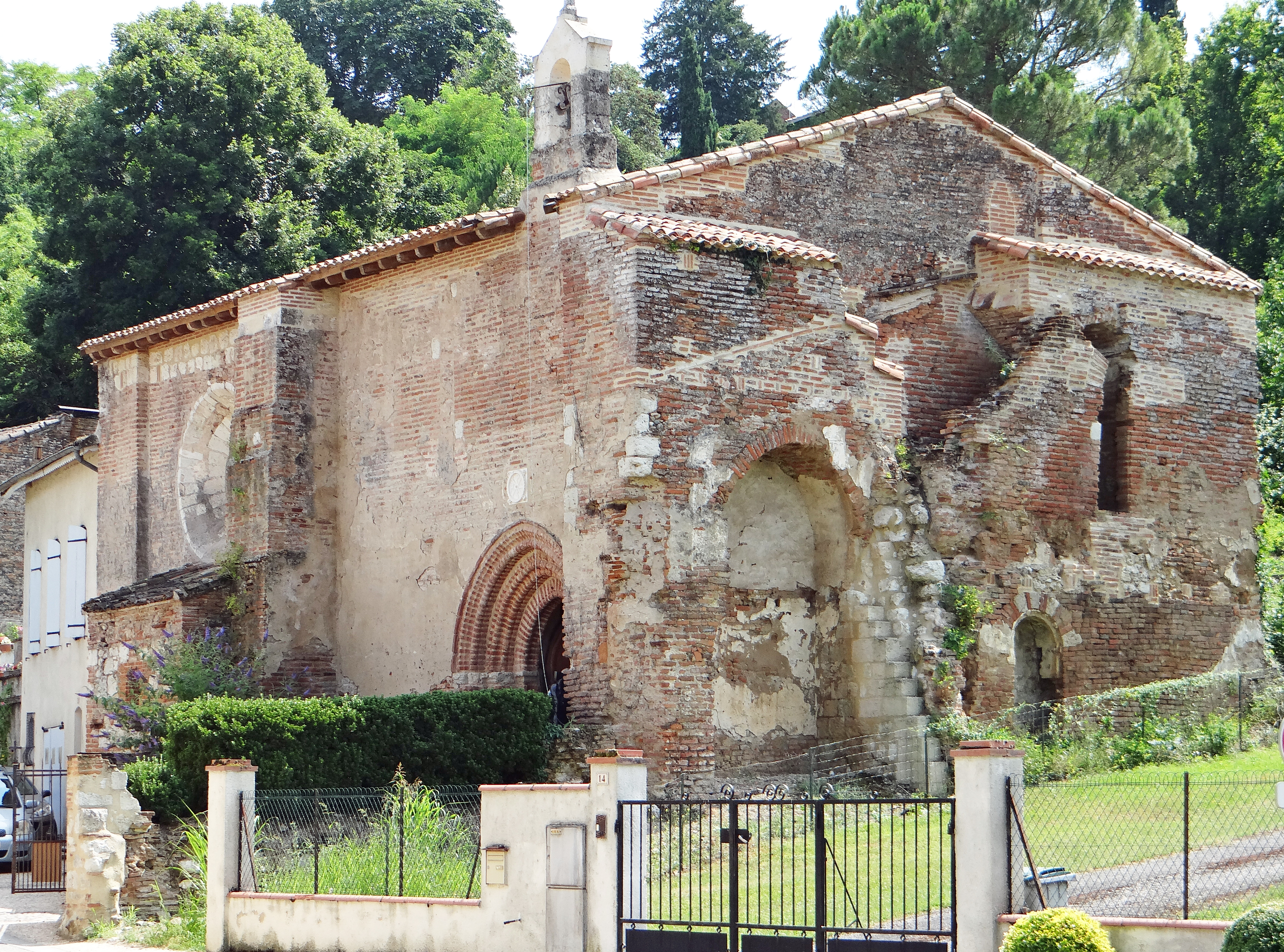
Chapelle Sainte-Catherine du Port

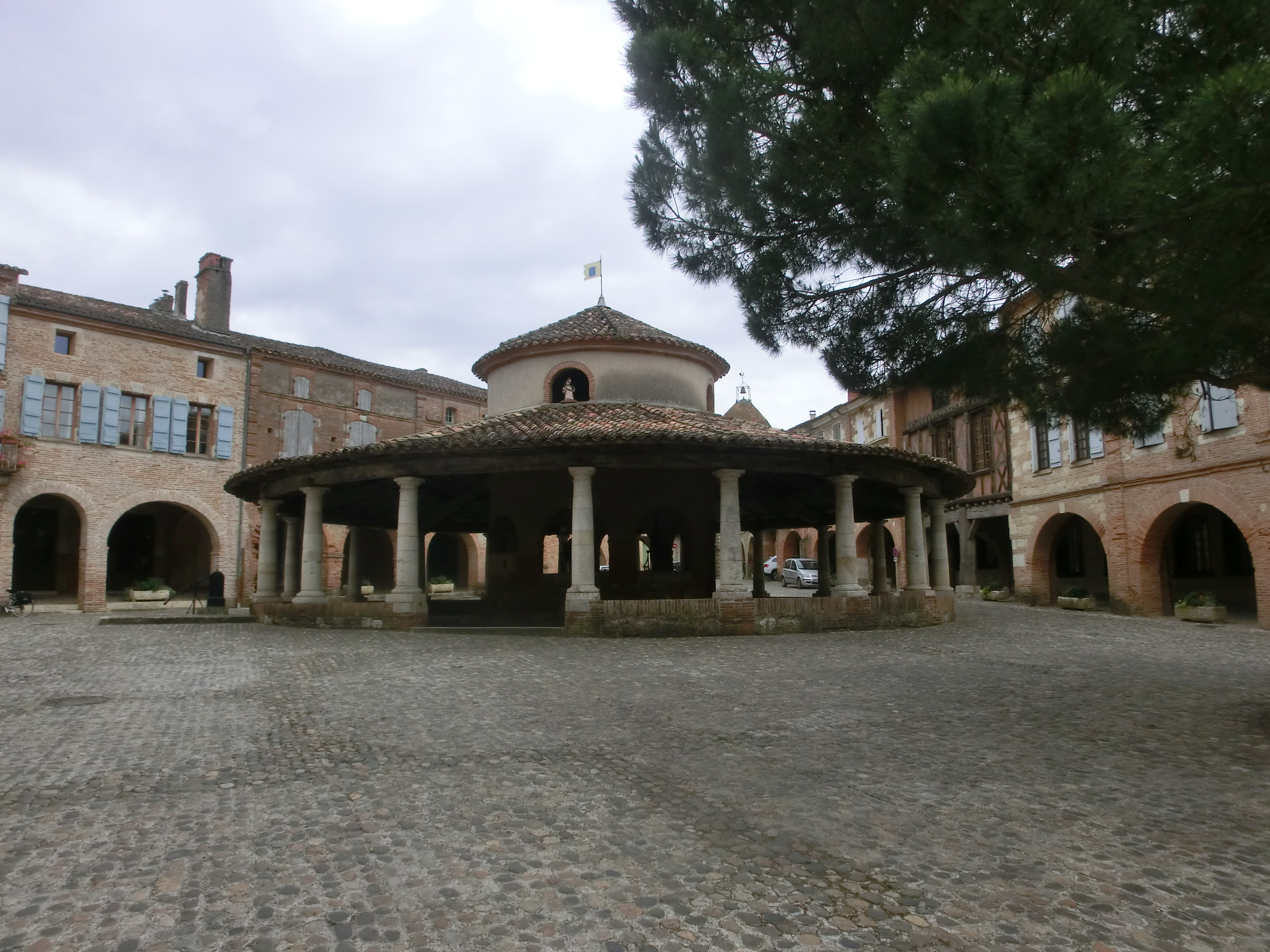
La Halle aux Grains.
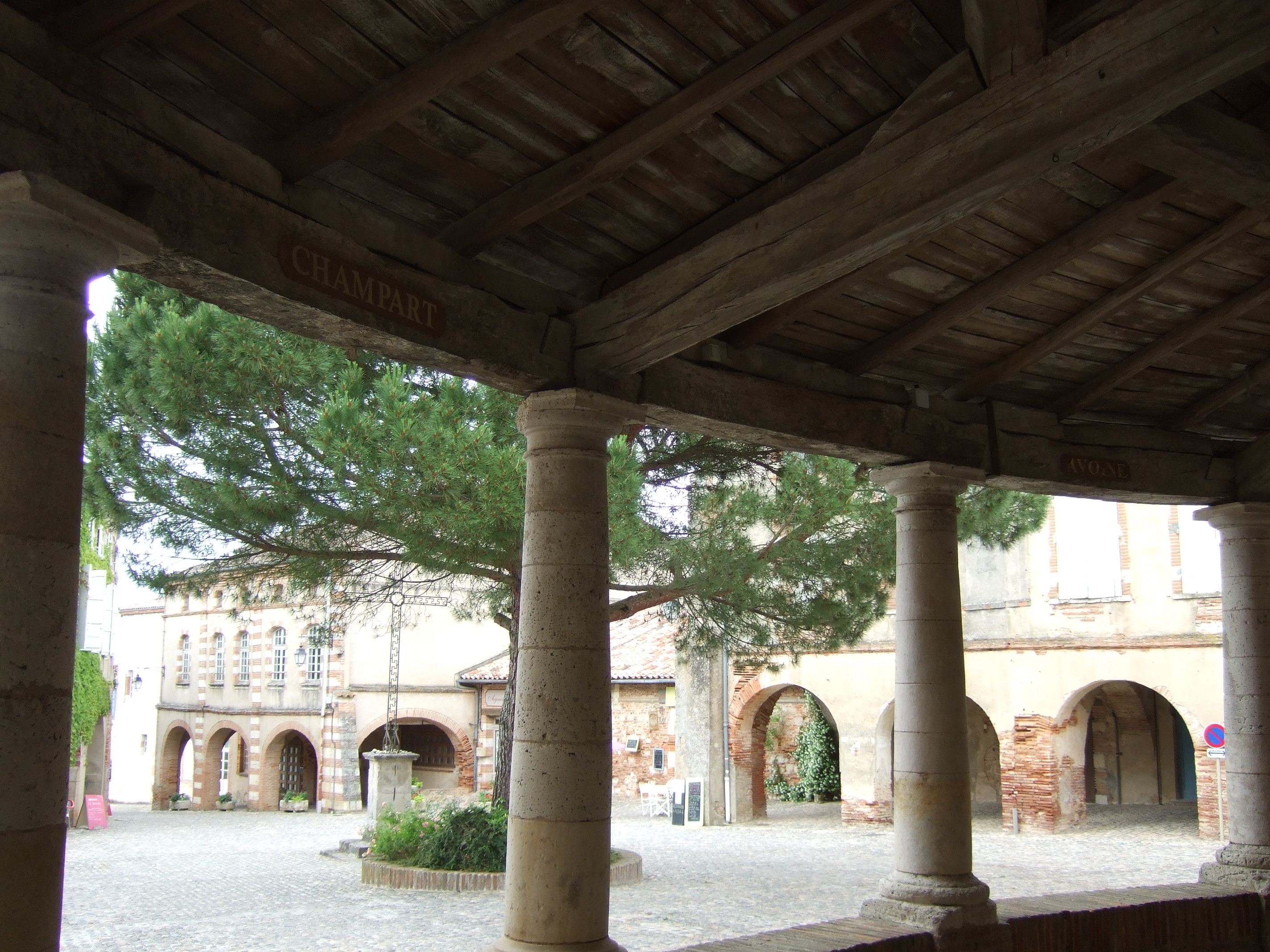
La place de la Halle aux Grains
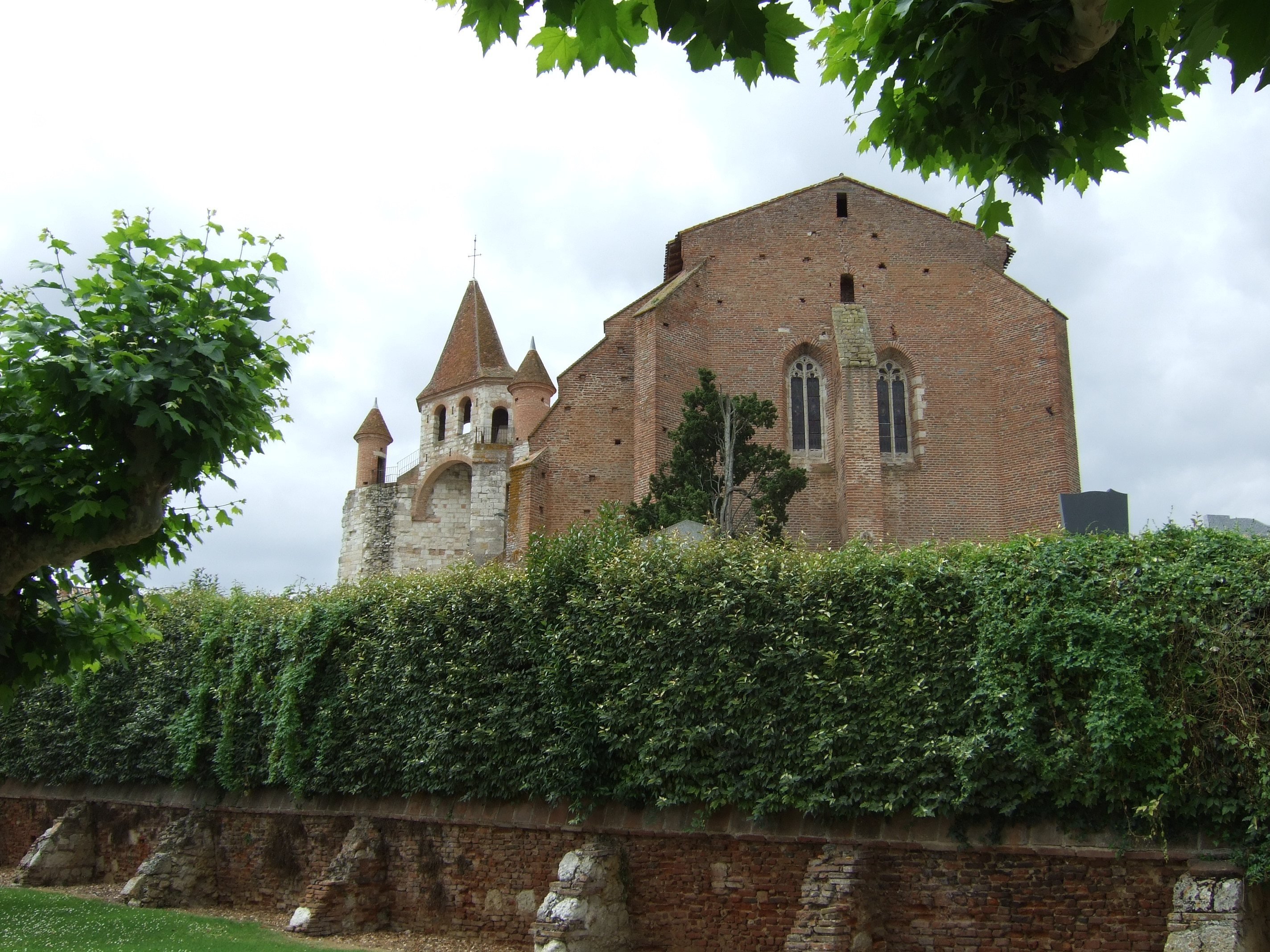
L'église.
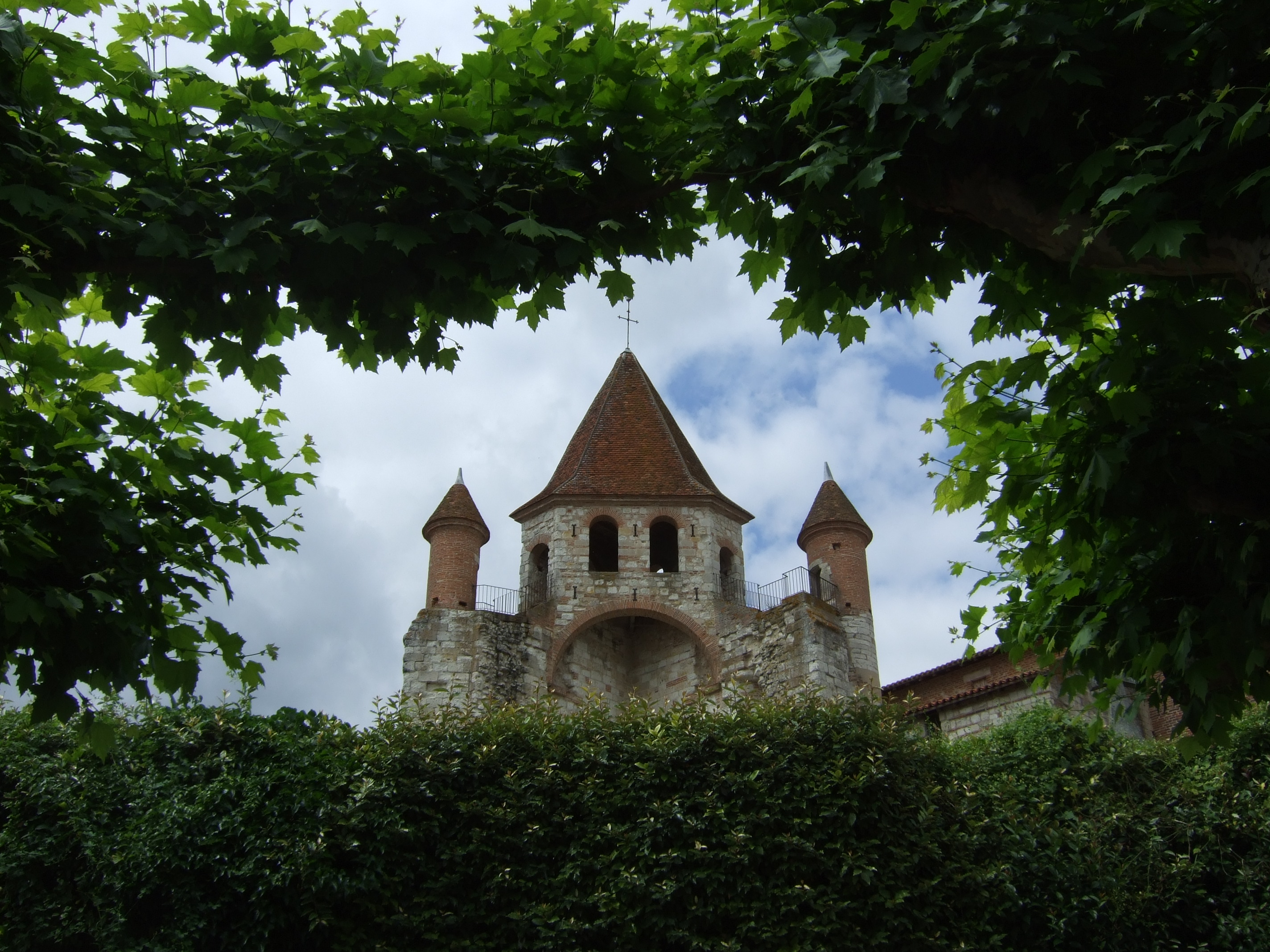
L'église.
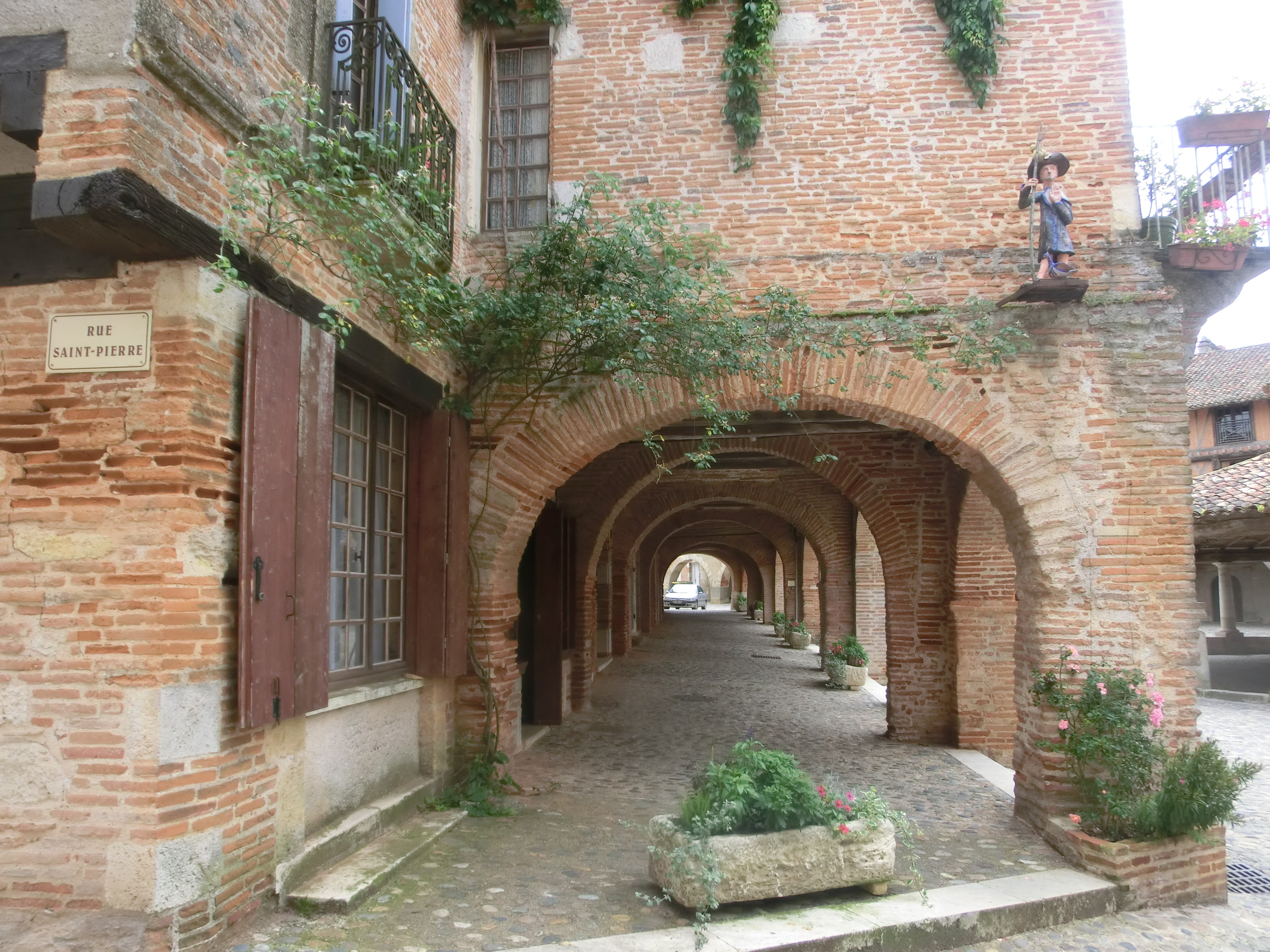
Place de la Halle aux Grains: passage voûté.
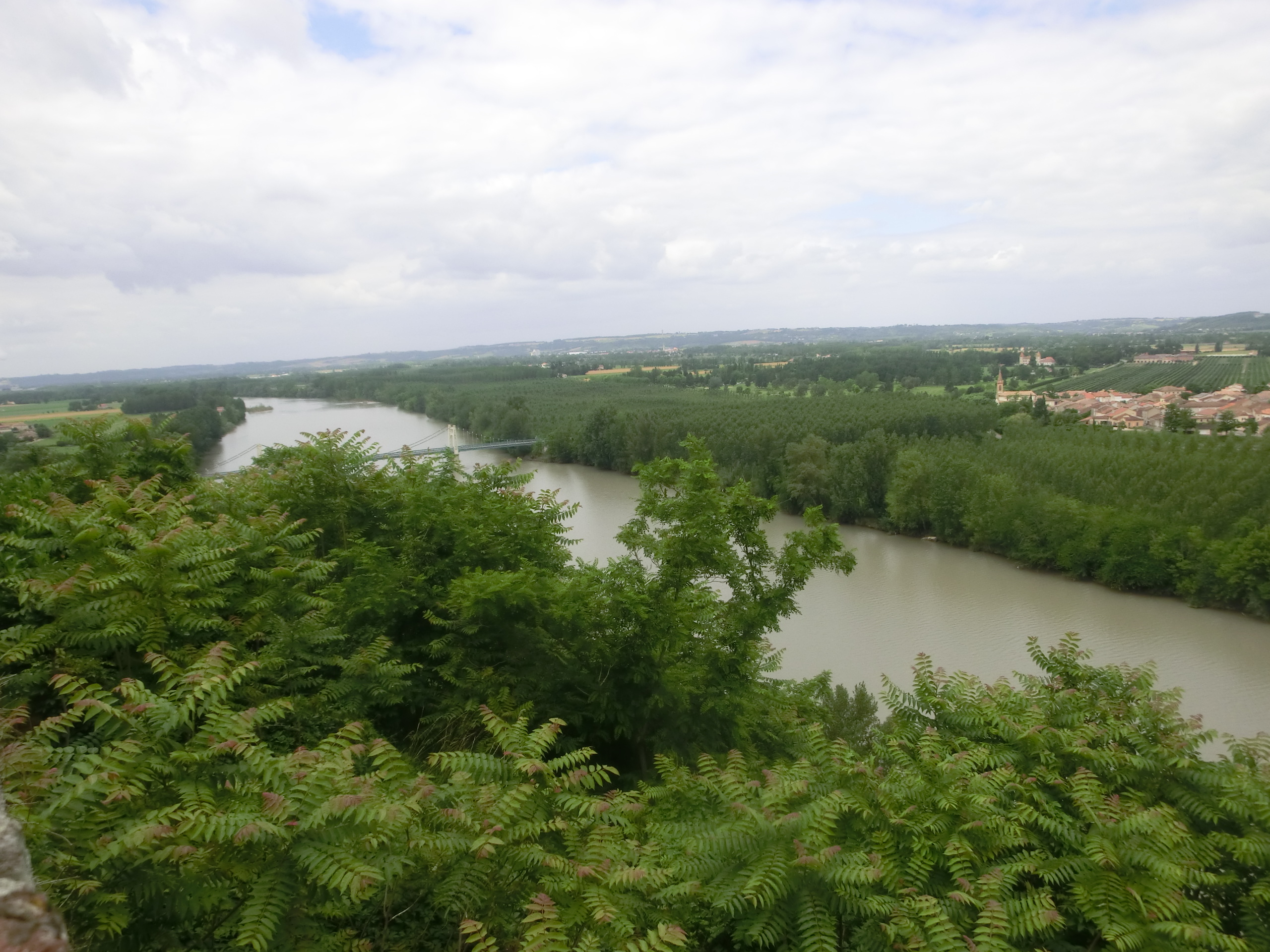
Vue sur la vallée de la Garonne depuis Auvillar.

### Musée
- Musée du vieil Auvillar qui regroupe l'ancien musée de la faïences produites de 1739 à 1909 et sa fabrication de plumes d'oie pour l'écriture et le musée de la batellerie avec des ex-voto de mariniers venant de la chapelle Sainte-Catherine-du-Port d'Auvillar.

### Pèlerinage de Saint-Jacques-de-Compostelle
Auvillar est située sur le trajet de la via Podiensis du pèlerinage de Saint-Jacques-de-Compostelle. L'étape précédente est la ville de Moissac et la suivante est la commune de Saint-Antoine-sur-l'Arrats.

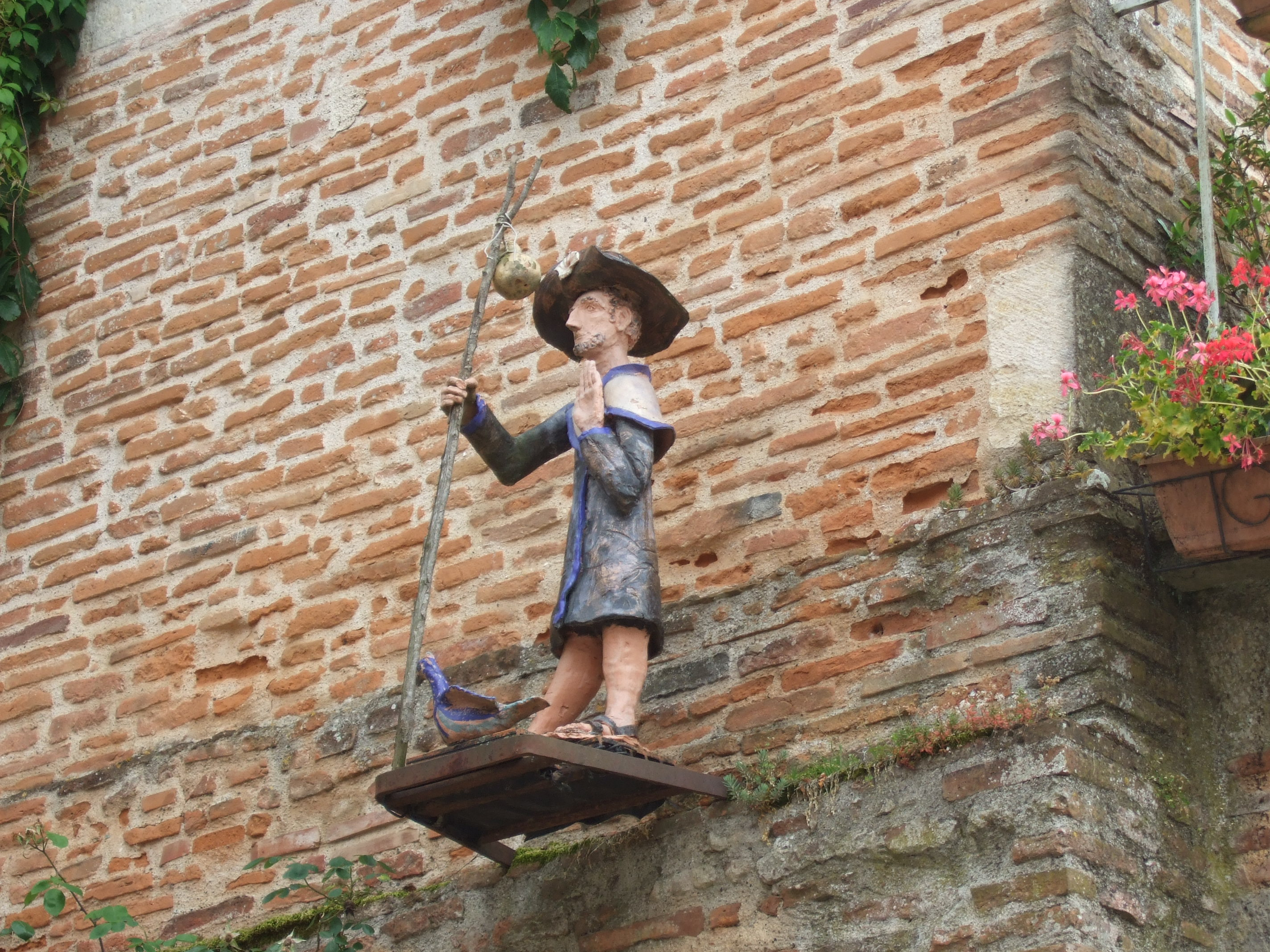
Statue de St-Jacques place de la Halle aux Grains.
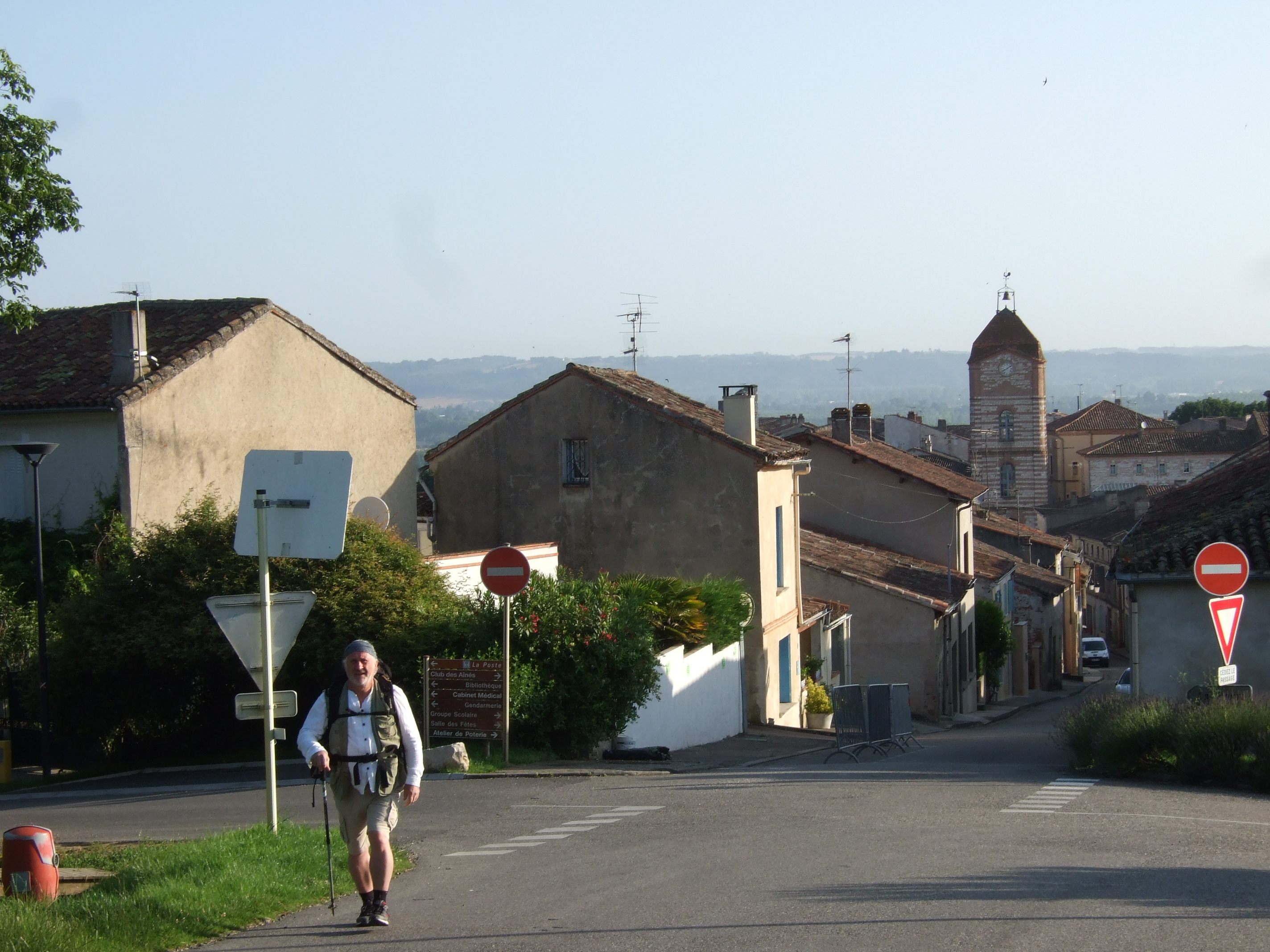
Les pèlerins quittent Auvillar.

### Personnalités liées à la commune

#### Personnalités notables
- Marcabru (v. 1110-v. 1150) : écrivain et un troubadour gascon né à Auvillar ;
- Mathieu Rigal : peintre sur faïences et tableaux : né à Fontanes (Lot) le 21 septembre 1719 et mort le 3 décembre 1800 (12 frimaire an 9) à Miradoux (Gers). Mathieu Rigal était un peintre de grand talent, travaillant d'abord à Ardus, puis à Auvillar vers 1755 et a laissé des pièces remarquables avec des décors très élaborés. Plusieurs de ses faïences sont exposées au musée d'Auvillar.
- Vincent Contenson, né à Auvillar le 13 janvier 1641 de Jean Contenson, docteur en droit, lieutenant en la juridiction royale d'Auvillar et de Perrette Vilatte, fille d'un consul d'Auvillar, il était neveu de Philippe Contenson, prévôt du chapitre de Montauban et vicaire-général de Jean de Berlier, évêque de cette ville. En 1655, il entre comme novice chez les dominicains du couvent de Montauban et, deux ans plus tard, fait profession à Toulouse. À 24 ans, il est professeur de philosophie à Albi, puis à Toulouse, enfin à Paris. Prédicateur de grand renom, il prêche avec succès à Toulouse, Rennes, Bordeaux, Beauvais. Il reste de Contenson un seul ouvrage : Theologia mentis et cordis, en deux gros in-folio, théologie affective contenant des méditations de pensée très élevée, mais de doctrine rigoriste[50]. ;
- Antoine de Beauquesne (1724-1811) : capitoul de Toulouse, né à Auvillar ;
- Jacques Ducros, né le 1er juillet 1772 à Auvillars (Lot-et-Garonne), entra comme caporal, le 1er octobre 1792, dans le 23e bataillon de volontaires, incorporé dans la 36e demi-brigade de ligne. Tambour-major le 1er novembre suivant, il fit les guerres de 1792 à l'an IV à l'armée du Nord. Sergent-major le 1er floréal an V, il servit de cette époque à l'an IX aux armées de Sambre-et-Meuse, d'Allemagne, du Danube et du Rhin. Sous-lieutenant sur le champ de bataille le 22 messidor an VII, il délivra, à l'affaire de Molis (Helvétie), le 12 thermidor, une compagnie de son corps qui avait été coupée par l'ennemi. Le 11 floréal an VIII, il passa le Rhin à la tête d'un détachement sous le feu le plus meurtrier, et se maintint assez de temps pour faciliter l'établissement d'un pont de bateaux sur lequel devait passer le corps d'armée dont il faisait partie. Lieutenant le 1er pluviôse an IX, membre de la Légion-d'Honneur le 25 prairial an XII, il fit les campagnes des ans XII et XIII au camp de Saint-Omer, celles de l'an XIV à 1807 à la grande armée, en Autriche, en Prusse et en Pologne, se signala à la bataille d'Austerlitz le 11 frimaire an XIV, et nommé capitaine le 1er février 1806, il reçut à Eylau un coup de feu qui lui fractura la main droite et l'avant-bras. Admis à la retraite par suite de ces blessures le 27 juillet 1808, il fut remis en activité dans la garde nationale active du département de Tarn-et-Garonne en 1814, et rentra dans la position de retraite le 19 août 1814. [réf. nécessaire]
- Jean-Baptiste de Bressoles de Sisce (1753-1838) : général français de la Révolution et de l’Empire, né et mort à Auvillar ;
- Maurice Mességué, (1921-2017) : herboriste et écrivain français ayant vécu et mort à Auvillar ;
- Serge Lapébie : (1948-1991) : coureur cycliste mort à Auvillar ;
- Nicolas Durand (1982-) : joueur de rugby originaire d'Auvillar.

### Héraldique
| Armoiries d'Auvillar. | Son blasonnement est : De gueules à deux tours ouvertes et ajourées de sable, les créneaux de même, essorées chacune de trois pièces pointues aussi de sable et girouettées, celle du milieu plus haute ; la tour de dextre d’or crénelée de sept pièces et girouettée du même, celle de senestre d’argent crénelée de six pièces et girouettée du même. |